# Batea lobata
Batea lobata är en kräftdjursart som beskrevs av Robert Alan Shoemaker 1926. Batea lobata ingår i släktet Batea och familjen Bateidae. Inga underarter finns listade i Catalogue of Life.